# Old Is Gold
Old Is Gold – album studyjny polskiej grupy muzycznej T.Love. Wydawnictwo ukazało się 16 października 2012 roku nakładem wytwórni muzycznej EMI Music Poland. Płyta została uhonorowana Fryderykiem 2013 w kategorii Album roku.
Nagrania dotarły do 5. miejsca zestawienia OLiS, a album uzyskał certyfikat platynowej płyty za sprzedaż ponad 30 000 egzemplarzy.

## Lista utworów
Opracowano na podstawie materiału źródłowego.
| CD 1 1. „Black and Blue” – 4:21 2. „Frontline” – 4:58 3. „Old Is Gold” – 2:36 4. „Wieczorem w mieście – film” – 4:18 5. „Menora Bentz” – 3:00 6. „Syn marnotrawny” – 3:17 7. „Jak nigdy” – 5:16 8. „Mętna woda” – 4:16 9. „Tamla Lavenda” – 3:58 10. „Poeci umierają” – 3:45 11. „Stanley” – 3:24 |  | CD 2 1. „Lucy Phere” – 4:06 2. „New York” – 3:14 3. „Ostatni taki sklep” – 4:15 4. „2005” – 4:34 5. „Moja kobieta” – 4:06 6. „Country Rebel” – 3:56 7. „Skomplikowany (nowy świat)” – 2:53 8. „Orwell Or Not Well” – 4:38 9. „Modlitwa” – 4:21 10. „Henry Kadzidło” – 4:08 11. „Jeśli Boga nie ma tu” – 4:52 |

## Twórcy
- Muniek Staszczyk – śpiew
- Tom Pierzchalski – saksofon
- Sidney Polak – perkusja
- Paweł Nazimek – gitara basowa
- Maciej Majchrzak – gitara
- Michał Marecki – instrumenty klawiszowe, akordeon
- Jan Pęczak – gitara, gitara basowa, mandolina
- Anna Ołdak – gościnne śpiew
- Aleksandra Galewska – gościnne śpiew
- Grzegorz Chudek – gościnne perkusja
- Dariusz Zając – gościnne instrumenty klawiszowe
- Tomasz Duda – gościnne klarnet
- Łukasz Korybalski – gościnne trąbka
- Dariusz Plichta – gościnne puzon
- Pako Sarr – śpiew
- Przemysław Kostrzewa – trąbka